# Whitworth (Lancashire)
Whitworth è un paese di 7.263 abitanti del Lancashire, in Inghilterra.

## Amministrazione

### Gemellaggi
- Kandel, Germania